# Парули
Парули — деревня в Краснинском районе Смоленской области России. Входит в состав Гусинского сельского поселения. Население — 11 жителей (2010 год).
Расположена в западной части области в 17 км к северо-западу от Красного, в 0,1 км севернее автодороги М1 «Беларусь», на берегу реки Березина. В 2 км юго-восточнее деревни расположена железнодорожная станция Гусино на линии Москва — Минск.

## История
В годы Великой Отечественной войны деревня была оккупирована гитлеровскими войсками в июле 1941 года, освобождена в сентябре 1943 года.